# Camille Le Tellier de Louvois
Camille Le Tellier de Louvois (11. dubna 1675, Paříž – 5. listopadu 1718, Paříž) byl francouzský římskokatolický kněz, generální vikář remešské arcidiecéze a člen několika královských akademií za vlády Ludvíka XIV. Byl čtvrtým členem akademie, který byl zvolen k obsazení křesla číslo 4 Académie française v roce 1706.
Narodil se jako čtvrtý syn markýze Louvoise. Studoval teologii na Sorbonně, kde v roce 1700 získal doktorát. Působil jako kurátor oddělení zvaného cabinet des médailles, v němž byly uloženy mince, medaile a vyznamenání královské knihovny v Louvru, a současně jako generální vikář remešské arcidiecéze. Byl členem Akademie věd, dílčí akademie zvané Académie des Inscriptions et Belles-Lettres a od roku 1706 Francouzské akademie, kde nahradil Jeana Testu de Mauroye.